# Joutsenlahti
Joutsenlahti är en del av sjön Iijärvi i Finland.   Den ligger i landskapet Norra Österbotten, i den nordöstra delen av landet, 700 km norr om huvudstaden Helsingfors. Joutsenlahti ligger 246 meter över havet.